# CIA, quand les patrons racontent
Pour plus de détails, voir Fiche technique et Distribution.
CIA, quand les patrons racontent (Spymasters: CIA in the Crosshairs) est un téléfilm américain réalisé par Gédéon Naudet et Jules Naudet, sorti en 2015.

## Synopsis
Le documentaire présente les interviews de 12 anciens directeurs de la Central Intelligence Agency.

## Fiche technique
- Titre : CIA, quand les patrons racontent
- Titre original : Spymasters: CIA in the Crosshairs
- Réalisation : Gédéon Naudet et Jules Naudet
- Scénario : Chris Whipple
- Musique : Richard Fiocca
- Photographie : Ron Hill
- Montage : Michelle Harris, Jason Schmidt, Mead Stone et Gary Winter
- Production : David Hume Kennerly, Gédéon Naudet, Jules Naudet, Chris Whipple et Susan Zirinsky
- Société de production : Showtime Networks
- Pays :  États-Unis
- Genre : Documentaire
- Durée : 120 minutes
- Première diffusion : 
  -  États-Unis : 28 novembre 2015

## Distinctions
Le film a reçu le Golden Reel Award du meilleur montage son pour un long métrage documentaire télévisé.